# 2563 Bojarcsuk
A 2563 Bojarcsuk (ideiglenes jelöléssel 1977 FZ) a Naprendszer kisbolygóövében található aszteroida. Nyikolaj Sztyepanovics Csernih fedezte fel 1977. március 22-én.